# NGC 5477
NGC 5477 este o galaxie spirală situată în constelația Ursa Mare. A fost descoperită în 14 aprilie 1789 de către William Herschel. Se află la o distanță de 6,76 megaparseci de Pământ.